# Pueblos indígenas de México
Los pueblos indígenas de México son los que asumen una identidad étnica con base en su cultura, sus instituciones y una historia que los define como los pueblos autóctonos del país, descendientes de las sociedades originarias del territorio mexicano. El Estado mexicano reconoce a los pueblos indígenas al definirse en su Constitución Política como una nación multicultural fundada en sus pueblos indígenas. Según un cálculo del Instituto Nacional Indigenista (INI), Comisión Nacional para el Desarrollo de los Pueblos Indígenas (CDI), en 2012 la población indígena era de aproximadamente 15 millones de personas (de un total de 130), repartidas en 68 grupos étnicos. En 2020, el censo del INEGI arrojo que a nivel nacional existen 11.8 millones de indígenas y 23.232.391 personas que fueron identificadas como indígenas con base en la autoidentificación.
En contraste con otros países de América Latina, donde los pueblos indígenas corresponden en su mayoría a un solo grupo lingüístico, cuyo idioma ha sido elevado a la categoría de oficial en compañía del español, en México existen alrededor de 65 pueblos indígenas que hablan entre sesenta y tres y más de una centena de idiomas diferentes (dependiendo de la fuente consultada).
Como parte de las leyes de derechos lingüísticos de los pueblos indígenas, que son leyes reglamentarias del artículo 2.º de la Constitución Política de los Estados Unidos Mexicanos, las lenguas de estos pueblos son reconocidas como idiomas nacionales, con la misma categoría que el español; pero en la práctica, su uso oficial está extremadamente limitado, se reduce a: la publicación de algunas leyes; su uso en la educación bilingüe, en los niveles más bajos; la publicación de materiales de divulgación; y ocasionalmente, algunas estaciones radiodifusoras transmiten, parcial o totalmente, en idioma indígena y algunos sitios de Internet.
La población indígena está distribuida por todo el territorio de México, pero se concentra especialmente en la sierra Madre del Sur, la Península de Yucatán y en las zonas más remotas y de difícil acceso, tales como la Sierra Madre Oriental, la Sierra Madre Occidental y áreas vecinas a estas. No es numerosa la población indígena en México debido al mestizaje, pero la presencia de los nativos mexicanos dentro de la identidad nacional está muy presente por el alto desarrollo de las culturas mesoamericanas. Parte de la población mestiza de México se ve influenciada e identificada por el indigenismo en mayor medida a diferencia de otras naciones con contingentes indígenas.
En el norte, centro y el oeste de México habitan grupos como los Tarahumaras, Huicholes, Mazahuas, Otomiés, Purépechas, Mexicas, Nahuas y los Yaquis. Mientras que en el sureste y sur del país los Tlapanecos, Mixtecos, Mixes, Triquis, Zapotecos y los Mayas, entre otros.
El estado con mayor población indígena es Oaxaca aunque mucho de ella ha emigrado y el que tiene mayor población indígena viviendo en su propio territorio es Yucatán.

## Origen del términoindio
Cristóbal Colón llegó a América el 12 de octubre de 1492 y, tras desembarcar en la isla de Guanahaní, en el archipiélago de las Bahamas, creyó haber llegado a alguna isla cercana a la India. El almirante llamó indios a los pobladores de la isla, aunque en realidad se trataba de taínos, y para ser más específicos, se trataba de lucayos. Lo que no imaginaba Colón es que al bautizar a los habitantes de Guanahaní con ese nombre —y luego hacerlo general para todos los habitantes de las islas y tierra firme que fue pisando en sus viajes— también estaba bautizando a innumerables pueblos de los cuales probablemente nunca tuvo noticia. Entre estos pueblos desconocidos están los mesoamericanos, oasisamericanos y aridoamericanos —y los descendientes de todos ellos—, pobladores del territorio que en la actualidad conocemos como México.
El término indio se emplea comúnmente para designar individuos pertenecientes a los pueblos originarios de América. El término "indígena" define de mejor manera a estos pueblos. En la mayor parte de las naciones latinoamericanas, "indio" se usa como término despectivo o insulto, como designación de un conjunto de personas que se ubican en la periferia de la estructura social. Llamar a una persona indio es equivalente, en ciertos contextos, a calificar despectivamente a una persona como pobre, ignorante, gente sin educación o inteligencia. El significado social del término tiene una dimensión histórica que comienza precisamente en el tiempo del descubrimiento de América por parte de los europeos.
Guillermo Bonfil Batalla desde una posición que podríamos llamar indigenista, escribió: 

La categoría de indio, en efecto, es una categoría supraétnica que no denota ningún contenido específico de los grupos que abarca, sino una particular relación entre ellos y otros sectores del sistema global del que los indios forman parte. La categoría de indio denota la condición de colonizado y hace referencia necesaria a la relación colonial.
(Guillermo Bonfil Batalla, 1995)

## Historia

### Virreinato

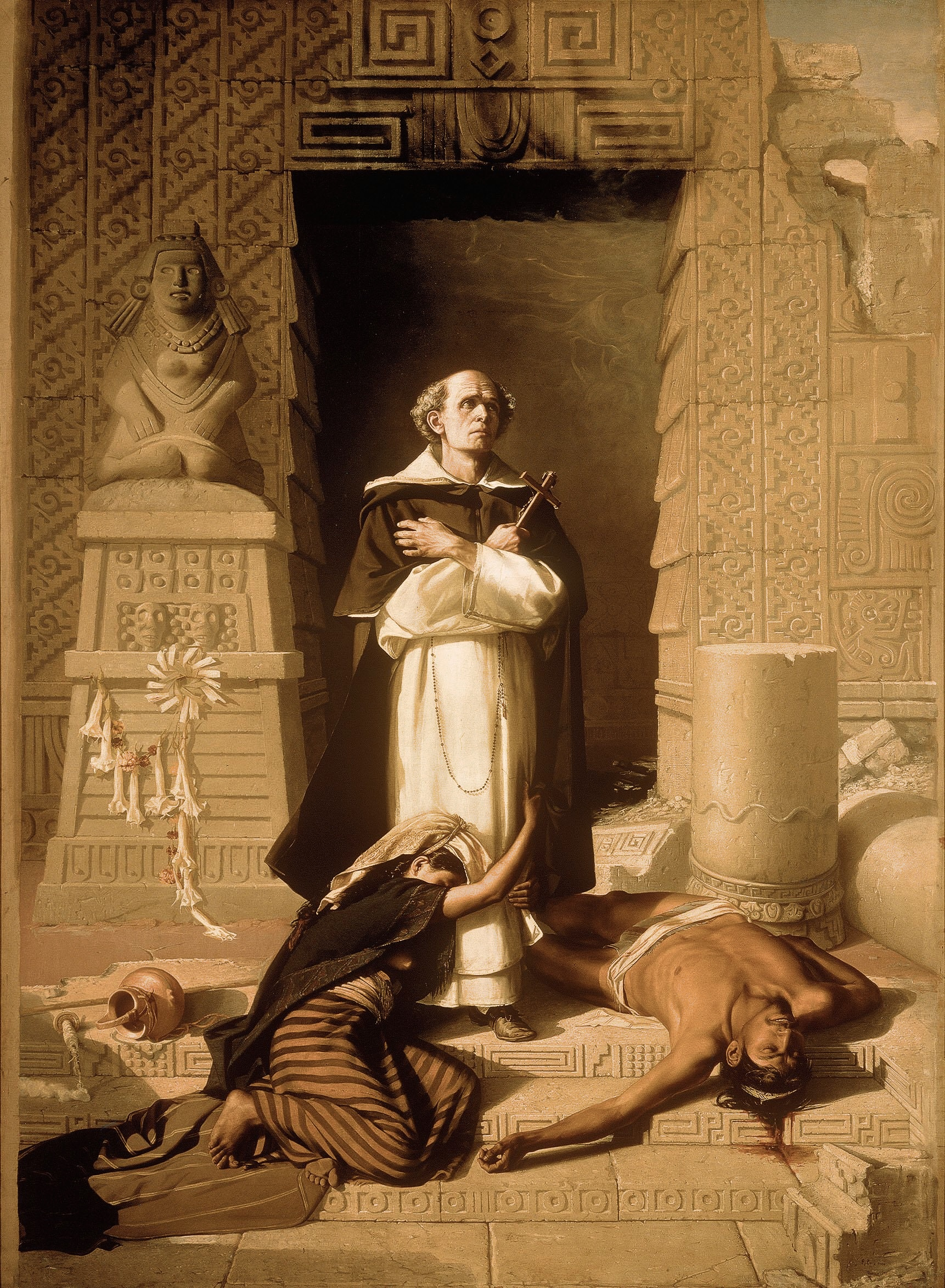
Fray Bartolomé de las Casas por Félix Parra.

La llegada y establecimiento de colonias españolas en las Antillas tuvo consecuencias muy graves para los indígenas de aquella región americana. De hecho, prácticamente desaparecieron al paso de unas pocas décadas, forzados a trabajar en las encomiendas o asimilados cultural y racialmente a los recién llegados. Pero tras el descubrimiento de nuevas tierras más allá del Mar Caribe, hubo un replanteamiento de la posición que deberían tomar los españoles ante las sociedades más complejas que ocupaban el territorio continental. De entre los muchos pasajes que dejaron los cronistas españoles de la conquista de México, algunos de ellos revelan cierta sorpresa ante las ciudades de los mesoamericanos, establecimientos que poco tenían que ver con los que encontraron en las islas del Caribe. Bernal Díaz del Castillo describía en los siguientes un día de tianguis en Tlatelolco, según recordaba el día que los españoles subieron por primera vez al Templo Mayor.

Y después de bien mirado y considerado todo lo que habíamos visto, tornamos a ver la gran plaza y la multitud de la gente que en ella había, unos comprando, otros vendiendo, y el rumor y zumbido de voces y palabras que allí había sonaba más que de una legua, y entre nosotros hubos soldados que habían estado en muchas partes del mundo, y en Constantinopla, y en toda Italia y Roma, y dijeron que plaza tan bien acompasada y con tanto concierto y tamaña y llena de gente no la habían visto

Pocos años después de la Conquista, tuvo lugar un duro debate entre múltiples posiciones que pretendían un acercamiento a los habitantes de las tierras sometidas. La legislación introducida por la Corona consideraba a los habitantes de las nuevas tierras conquistadas como súbditos de la Corona, pero introdujo formas de explotación para su evangelización a cambio de trabajo (como la encomienda o la mita), lo que revirtió muy negativamente en sus condiciones de vida. Los conquistadores sostenían que las nuevas tierras les pertenecían por derecho de conquista, mientras otros españoles proponían que la dominación española en América era un acto de injusticia, y que sus consecuencias para los naturales eran nefastas. Una de las plumas más típicas de esta posición es la de Bartolomé de las Casas, fraile dominico que escribió varios textos acerca de los destrozos que causaban los recién llegados en América. Por ejemplo, a propósito de la conquista de la Nueva España, Las Casas se quejaba ante la Corona de que durante los doce años que iban de la llegada de los europeos al suelo americano, iban cometiendo tantos hechos espantables que no podría bastar lengua ni noticia e industria humana para describirlos

Así que, desde la entrada de la Nueva España, que fue a dieciocho de abril del dicho año de dieciocho, hasta el año de treinta, que fueron doce años enteros, duraron las matanzas y estragos que las sangrientas e crueles manos y espadas de los españoles hicieron continuamente en cuatrocientas e cincuenta leguas en torno cuasi de la ciudad de México e a su alrededor, donde cabían cuatro y cinco grandes reinos, tan grandes e harto más felices que España.

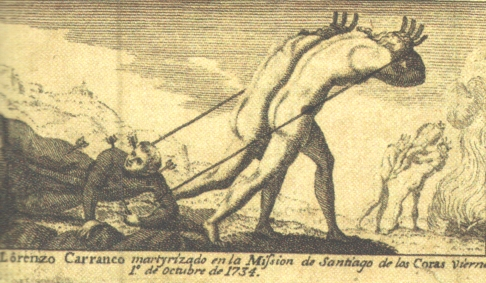
La expansión de los españoles provocó conflictos con los indígenas. En 1734, los pericúes se levantaron contra los misioneros y mataron a algunos de ellos. En otras partes sucedió lo mismo; por ejemplo, en 1769, en Yucatán, ocurrió la rebelión de Jacinto Canek.

En respuesta a estos abusos la Corona separó jurídica y geográficamente a los indígenas de los europeos en las llamadas República de indios y República de españoles. El establecimiento del régimen colonial en la Nueva España significó en principio la sustitución de la cúspide azteca del poder establecido por españoles, es decir, el sometimiento de los pueblos vasallos del Imperio azteca a la Corona española. Esto significó el mantenimiento de las estructuras de poder locales en la 'República de Indios', con un régimen jurídico aparte pero inferior a la 'República de españoles': la Inquisición no tenía jurisdicción sobre los indios, pero estos estaban obligados al pago de un impuesto personal. Los indígenas tenían un estatus jurídico intermedio entre los blancos y los miembros de otras razas ('República de castas'), pero su posición social era inferior, especialmente debido al desconocimiento del español. La política de evangelización fue en parte responsable de esta segregación social y lingüística pero también del mantenimiento de las lenguas indígenas, ya que en principio la Corona exigió a los evangelizadores predicar en las lenguas indígenas, después solo en las principales y por último en náhuatl. Solo en el siglo XVIII, cuando la proporción de hispanohablantes fue mayor, las escuelas e iglesias indígenas comenzaron a introducir el español.
A largo tiempo, sin embargo, los 'señoríos' indígenas cayeron en decadencia por la pérdida de población, su aislamiento geográfico y económico, la institución de la encomienda y la evolución política y económica, con lo que el poder pasó de forma definitiva a las ciudades habitadas por blancos y mestizos.
Los indígenas no aceptaron sumisamente la autoridad de la Nueva España y el blanco y mestizo sobre sus tierras, sino que emprendieron numerosísimas rebeliones durante su historia: yaquis (1740, 1767), mixes (1570), mayas (1712, 1761), rarámuris (1690, 1698), zapotecos (1660, 1770) y muchas otras, todas sometidas de forma sangrienta. Pero el Virreinato supuso una convulsión gigantesca en la forma de vida indígena, con nuevas relaciones de poder, una economía y alimentación diferentes (introducción del café, trigo, cebada, vacas, ovejas, gallinas, cerdos, aparición de la minería a gran escala) y una religión diferente (unida con la antigua en un sincretismo típicamente mexicano).

### Independencia ysigloXIX

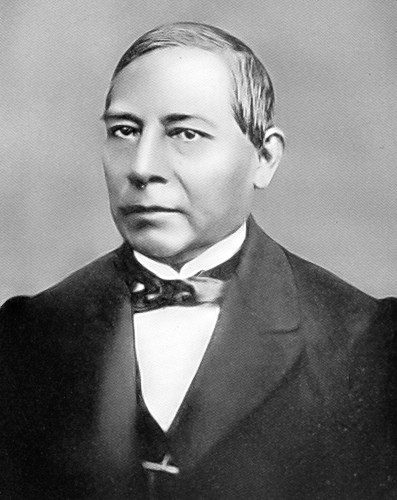
Benito Juárez, presidente de México (1858-1867; 1867-1872) y primer presidente de origen indígena.

La participación indígenas, fue importante para la [Independencia de México], esta no supuso grandes cambios para la aún entonces mayoría indígenas de México. La imposición del idioma español en todos los asuntos públicos se acompañó de la obligatoriedad de la escuela primaria en idioma español para toda la población, fue el cambio más trascendental.
Los procesos liberalizadores implicaron un nuevo golpe a la vida tradicional indígena, al eliminar los cabildos indígenas regidos por los usos y costumbres y las parcelas comunales, que fueron privatizadas y pasaron a manos de caciques locales. Esto empeoró aún más las condiciones de vida indígenas, los obligó en muchos casos a trabajar como semiesclavos para los nuevos amos.
Las rebeliones indígenas contra las continuas expropiaciones y la explotación por parte del Blanco (persona) y mestizos continuaron: zapotecos (1839-1853), nahuas de Guerrero (1842-46), huastecos (1879-1882), yaquis (1825-1897) y la llamada Guerra de Castas, rebelión maya que creó un estado independiente en Yucatán. Estas rebeliones fueron sofocadas por el nuevo gobierno Mexicano con tanta saña como la Nueva España, incluyendo deportaciones masivas, como la de yaquis a Yucatán o la venta de mayas como esclavos a Cuba, después de las masacres de mestizos y blancos en numerosas ciudades de la península de Yucatán. La intolerancia entre los dos grupos no parecía sino crecer, como señala, Justo Sierra O'Reilly en su libro 'Los indios de Yucatán':

Yo quisiera hoy que desapareciera esa raza maldita y jamás volviese a aparecer entre nosotros [...] yo los maldigo hoy por su ferocidad salvaje, por su odio fanático y por su innoble afán de exterminio.

El siglo XIX vio sin embargo la llegada de un indio a la máxima jerarquía de la nación, Benito Juárez, zapoteco casado con mestiza; y además, un mestizo pueblo mixteco-criollo, Porfirio Díaz, quien sin embargo se distinguió por su política represora antiindígena y del 'blanqueamiento' de la población (Guerra del Yaqui), que dio fin de la Guerra de Castas.

### SigloXX

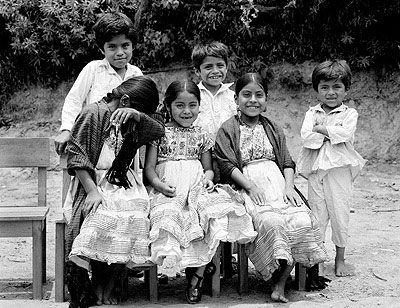
Niños chatinos de Oaxaca.

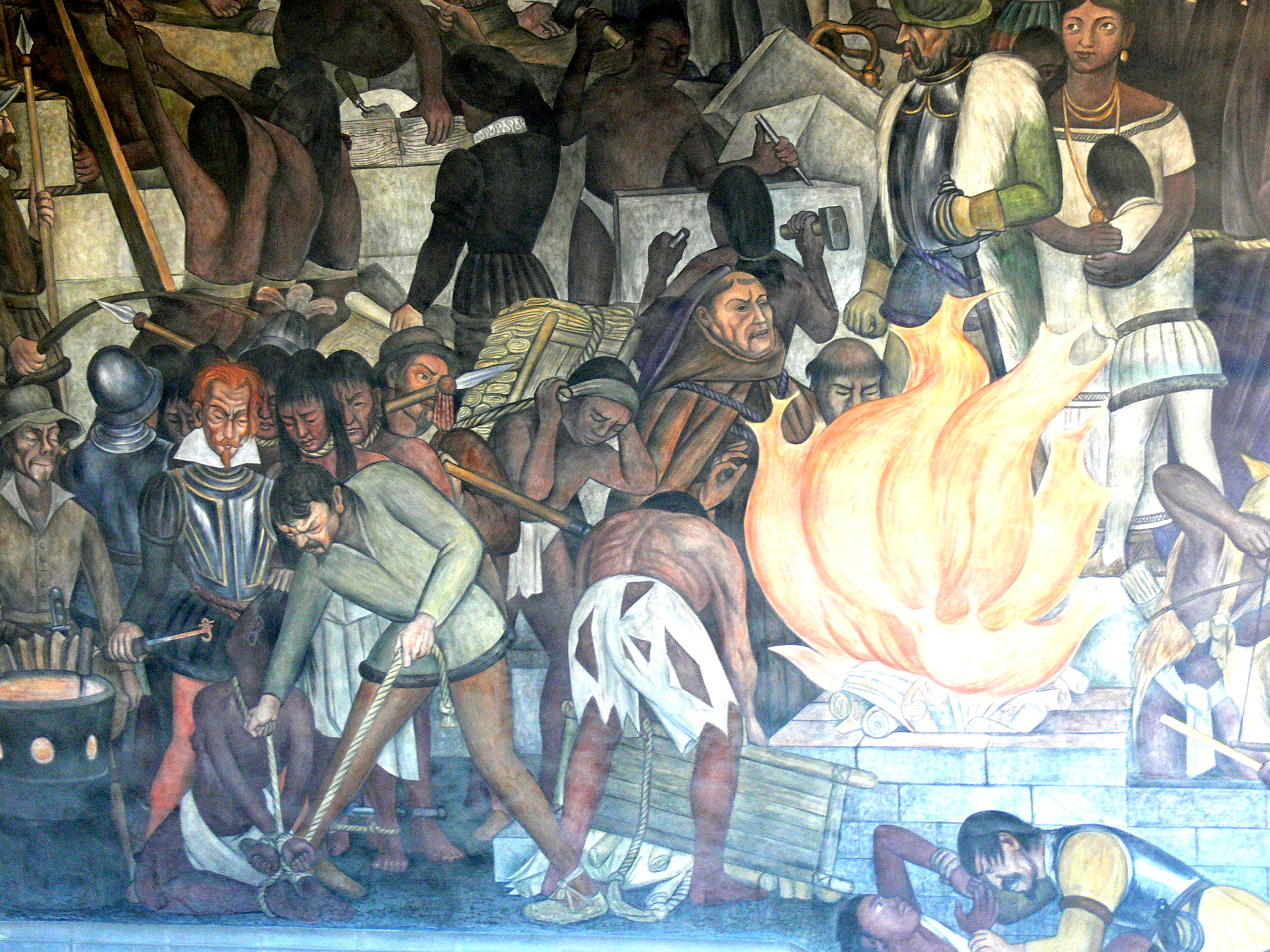
Murales de Diego Rivera mostrando el maltrato de los indígenas por el hombre blanco.

A principios del siglo XX los indígenas mexicanos eran más de la mitad de la población, su participación en la Revolución Mexicana pidiendo tierras y mejores condiciones de vida, se vio satisfecha solo parcialmente con la (reforma agraria, creación de ejidos), pero continuaron siendo marginados y pobres. El zapatismo fue un movimiento fundamental que influye fuertemente entre los indígenas de zonas rurales, bajo el lema de La Tierra es de quien la trabaja.

En tiempo de la guerra de la independencia de 1810 encabezada por el padre Hidalgo, somos los indígenas que más sangre dimos por la independencia y libertad de nuestra patria. Pero después de esa guerra de independencia y de libertad los indígenas seguimos ocupando el mismo lugar de esclavos, de pobres, de humillados y olvidados, se ignoraron la sangre de nuestros caídos y la existencia de los que sobrevivieron. Entonces no hubo libertad ni independencia de los indígenas, solo se cambiaron de amos y señor.

Luego la revolución de 1910, también somos los indígenas y campesinos los que más sangre y vida dimos por tierra y libertad porque fueron nuestros hermanos indígenas y campesinos los que pelearon con valentía y heroísmo sin temor de perder más que la propia vida. Pero después de esa revolución tampoco hubo tierra ni libertad para los indígenas y campesinos. Los que asumieron el poder a nombre de la revolución después del asesinato de nuestro general Emiliano Zapata también se olvidaron de los indígenas [...]

Durante este siglo, Diego Rivera pintó la revalorización de los pueblos indígenas de México de manera muy radical, surgieron fuertes sentimientos indígenistas y un xenofobismo hacia los hombres blancos como principales culpables de eterno sufrimiento de los estos mexicanos más desfavorecidos por las políticas nacionales. Muchos intelectuales mexicanos trababan de buscar en el indigenismo una base de la identidad nacional.

### Los Acuerdos de San Andrés
Entre 1995 y 1996, San Andrés Larráinzar (Sakamch'en para los zapatistas) sería escenario de uno de los ejercicios más democráticos que se tenga memoria en la historia reciente de México. Gobierno y EZLN construirían entre estires y aflojes, pero de cara a la sociedad, las propuestas que luego tendrían que verse convertidas en acuerdos para firmar la paz. Para ello, tanto los delegados gubernamentales como los zapatistas se hicieron acompañar de asesores expertos para cada uno de los temas en las mesas; a saber:
1. Derechos y Cultura Indígena
2. Democracia y Justicia
3. Bienestar y Desarrollo
4. Conciliación en Chiapas
5. Derechos de la Mujer en Chiapas

El año de 1996 llegaría con la respuesta política del EZLN acerca de los resultados de la Consulta Nacional e Internacional por la Paz y la Democracia y con la firma de los acuerdos de la primera de las seis mesas. Estos compromisos serían conocidos como los Acuerdos de San Andrés a raíz de la matanza de Acteal.

### SigloXXI

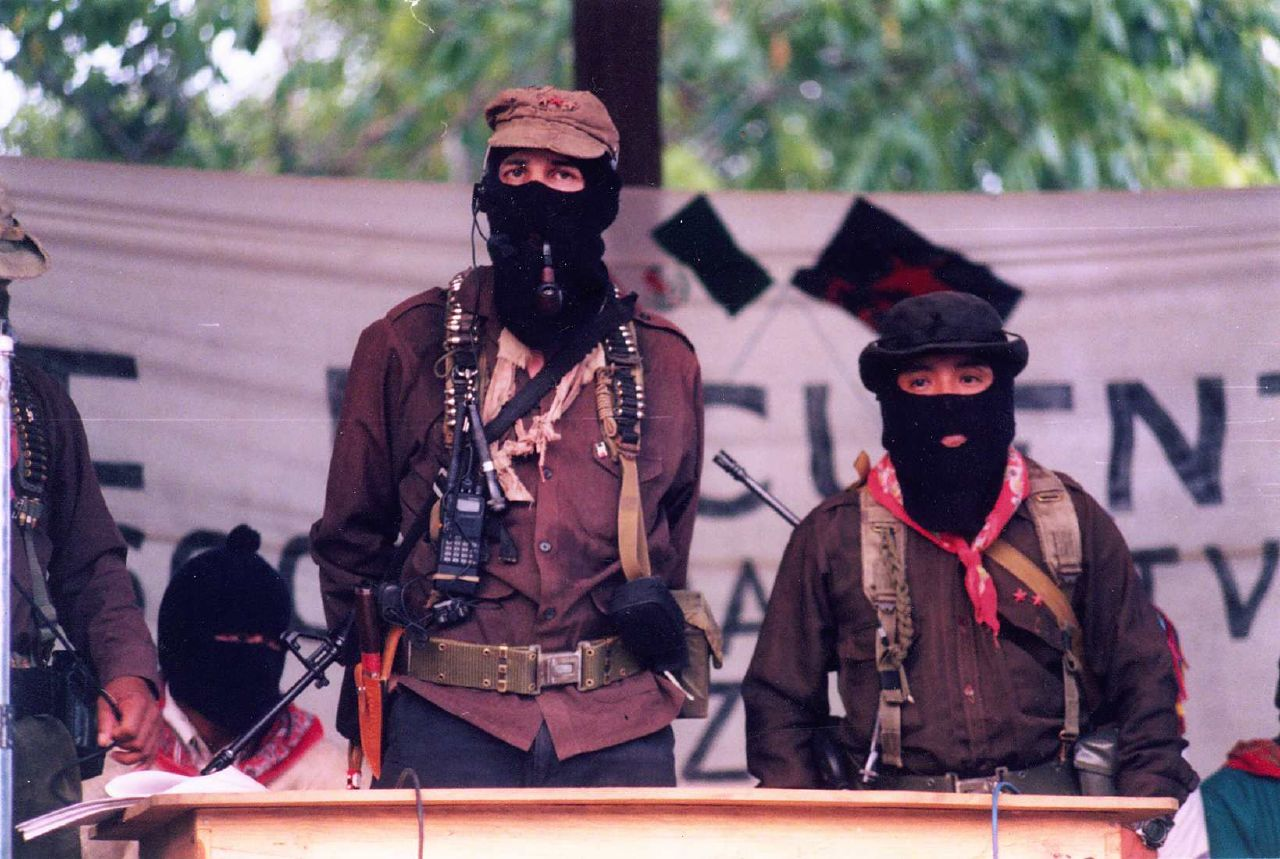
Subcomandante Marcos del Ejército Zapatista de Liberación Nacional.

La pérdida de la lengua es aceptada por muchos de los padres para evitar que sus hijos sean rechazados; principalmente los niños y jóvenes han perdido su habla materna para incorporarse rápidamente a estereotipos de vida que surgen de la imitación y de programas televisivos.
Los indígenas mexicanos son un grupo importante de la migración hacia los Estados Unidos y Canadá que tienen características muy distintas con respecto a sus paisanos mestizos y blancos. Aunque los estadounidenses les llaman latinos, los indígenas rechazan que se les ponga una etiqueta con la que no tienen ningún vínculo racial, ellos argumentan que están emparentados más bien con los propios indígenas estadounidenses y no con los mestizos latinamericanos y descendientes de países mediterráneos.
Ellos son participantes de sus fiestas y tradiciones en sus pueblos natales, no solo mandan remesas para construcción de sus viviendas sino que también financian para las actividades comunitarias como el Tequio o fiestas religiosas, muchos de ellos regresan a México en fechas importantes y después vuelven a cruzar hacia los Estados Unidos. Generalmente buscan trabajos relacionados con actividades agrícolas, pesqueras o ganaderas; ya que es muy importante entender el lazo con la tierra y la naturaleza con la cosmogonía indígena de los pueblos mexicanos.

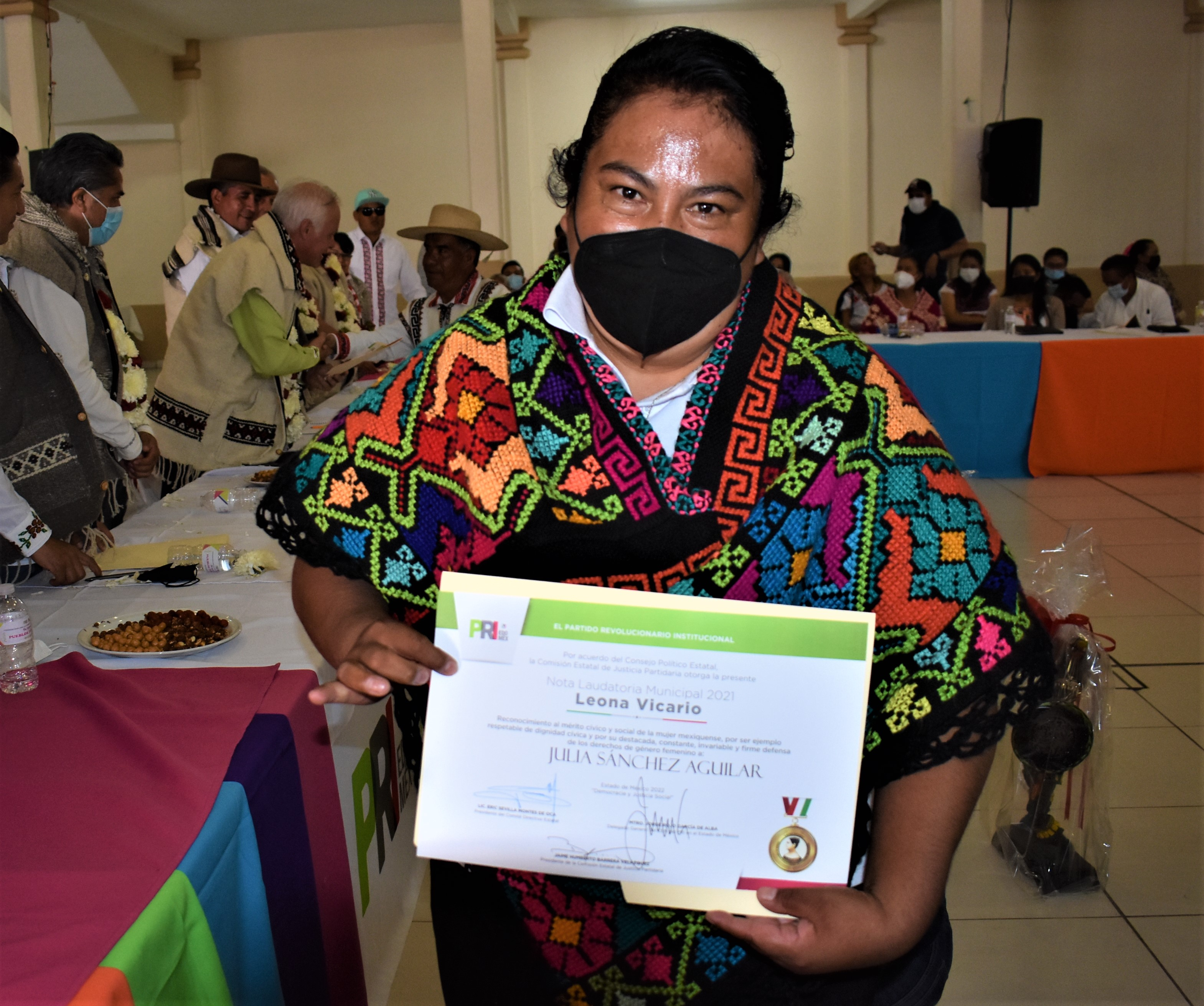
Julia Sánchez Aguilar - Líder defensora de los Derechos de los Pueblos Indígenas en el Municipio de Otumba, Estado de México, México.

Algunos sufren burlas y rechazo de sus propios paisanos mexicanos que no son indígenas, muchas veces no logran compaginar con la forma de vida estadounidense o chicana; y a causa del desconocimiento de las leyes de este país, han creado conflictos culturales o de comportamiento como la venta o entrega de sus hijas a cambio de productos u objetos. Otros problemas se suscitan en los departamentos multifamiliares por la celebración de ritos ancestrales sin conocer el régimen de condóminos.
Muchos son los problemas sociales y de salud que sufren los pueblos indígenas de México en el siglo XXI; entre estos están los problemas generados por la migración como la propagación de VIH (sida) principalmente entre las mujeres, la desintegración familiar, el alcoholismo y otras como la obesidad mórbida, ocasionada por los malos hábitos de alimentación (mismo problema que comparten con otros grupos indígenas de Estados Unidos y Canadá).
En la lucha por el cuidado de la naturaleza está presente la voz de los pueblos originarios de México, en la defensa del medio ambiente está la denuncia de la tala clandestina de los bosques y el aprovechamiento irracional de estos, el cuidado del agua donde se vio la movilización de las mujeres mazahua en defensa de los derechos y en contra de adversidades surgidas por el proyecto Cutzamala.
A pesar de que muchas instituciones protegen los derechos humanos de los pueblos indígenas, aun persiste una educación racial en el México del siglo XXI, comunidades indígenas siguen siendo víctimas de abusos e invasión de sus propiedades por otros mexicanos. Debido a la discriminación de la que son objeto y al despojo de sus tierras por los rancheros apoyados por el gobierno del estado de Baja California, los kiliwas han hecho un pacto de muerte dentro de su comunidad; este pacto declara que ninguna mujer kiliwa traerá un solo hijo más al mundo, acabando así con este pueblo y su sufrimiento para siempre.

#### La palabra de ancianos
Con fundamento en el Derecho Natural, se define como la Sabiduría de los Pueblos y comunidades Indígenas, puesta en Boca de los Ancianos de las comunidades Indígenas de México. Desde tiempos ancestrales El Consejo de Ancianos  (huehuelque). De los Pueblos y comunidades Indígenas, es la autoridad Indígena que dicta Normas de Conducta a los miembros del Organismo Autónomo Ancestral y que asesora al  calpullec (el derecho natural : es un orden jurídico objetivo, no procedente de legislador alguno, que se impone a los hombres por su propia naturaleza; es objetivo e inmutable y conocido por la razón.)[cita requerida]

## Población indígena rural y urbana
A la población indígena en México generalmente se le ha considerado como rural, en cierta medida por su estrecha relación con la tierra, sin embargo hay una parte significativa de la población indígena que es urbana.
En el año 2014, Meneses Monroy, realizó un estudio sobre la Población indígena rural y urbana, en donde se muestra que en el año 2010 en México había una población de casi siete millones de hablantes de alguna lengua indígena, lo que correspondía al 6.6 por ciento de la población total de México. Del total de personas hablantes de alguna lengua indígena, el 82 por ciento eran indígenas rurales y el 18 por ciento indígenas urbanos. Lo anterior considerando a las localidades rurales como aquellas con una población menor de quince mil habitantes y como urbanas las de quince mil habitantes y más.
En dicho estudio se observa que el grupo indígena urbano más numeroso es el Náhuatl con más de un millón de personas y el segundo grupo indígena urbano más numeroso es el Maya con más de medio millón de personas. Por el contrario, en el caso de los grupos indígenas urbanos: la población Maya es ligeramente superior a la Náhuatl, ya que los indígenas urbanos mayas son de aproximadamente 269 mil personas y los indígenas urbanos nahuas son aproximadamente 259 mil personas.

## Economía

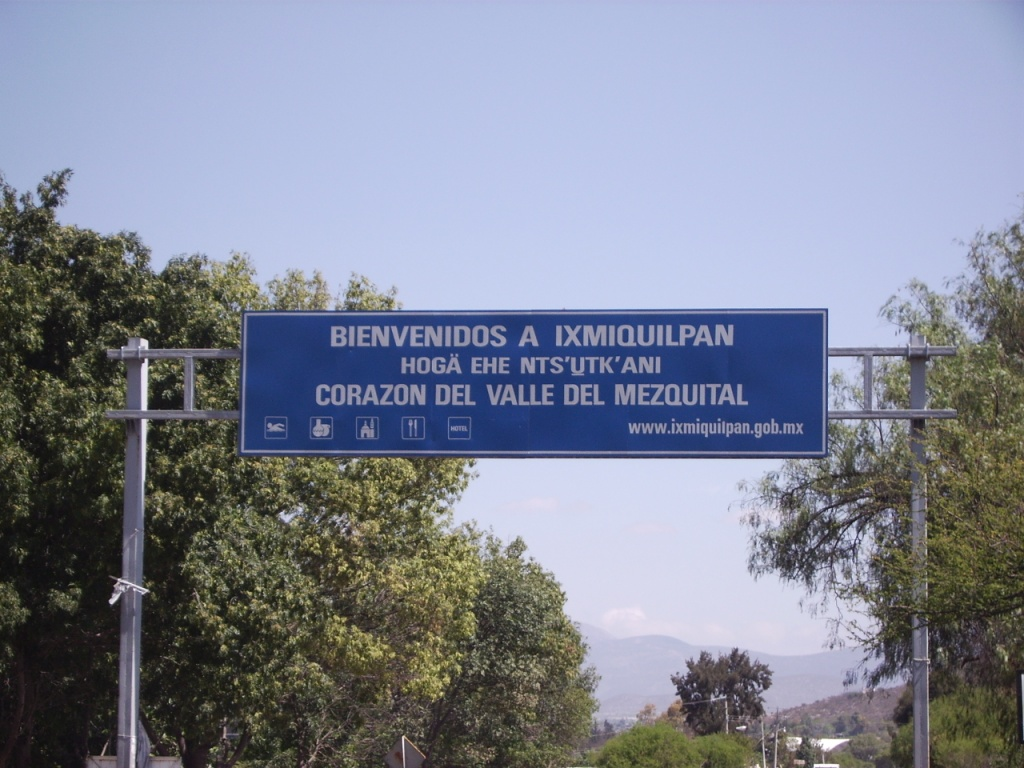
Anuncio de bienvenida a Ixmiquilpan (Hidalgo), con una leyenda en lengua otomí que dice Hogä ehe Nts'utk'ani ("Bienvenidos a Ixmiquilpan").

Aunque muchos grupos indígenas mexicanos han prosperado económicamente al estar relacionados con la industria maderera, textil, de la construcción y turística, así como el comercio a gran escala y la exportación, no ha dejado de ser discriminada en este país aquella persona que habla una lengua indígena.
El Mezquital Valley como le llaman sarcásticamente sus habitantes, o bien, el Valle del Mezquital, es una región geográfica de estado de Hidalgo que tiene alto índice de migración hacia los Estados Unidos, las comunidades otomíes comenzaron a prosperar gracias a la remesa de sus migrantes; un elevado desarrollo de la construcción se está desarrollando en estas comunidades, se construyen grandes residencias en medio de un paisaje árido hechas con planos traídos por los propios dueños que trabajaron en la construcción en el vecino país del norte, situación similar a la de los indianos españoles que venían a trabajar en los países de América. Debido al gobierno de las comunidades por usos y costumbres, los otomíes del Valle del Mezquital han mejorado la infraestructura y los servicios básicos de sus comunidades sin apoyos de los gobiernos federal, estatal y municipal, la remesa absorbe los gastos que le son encomendados a los jefes de las comunidades; los migrantes indígenas han aprendido en los Estados Unidos modernos sistemas de irrigación que han implementado para hacer producir sus alimentos, han construido instalaciones turísticas en ejidos para la manuntención de las necesidades de la comunidad en las localidades como El Alberto, Cocineras, La Florida entre otras.

## Educación
La educación básica ha sido de vital importancia para los pueblos mesoamericanos, los primeros años del infante eran puestos en vigilancia para ir formando los pensamientos del niño, los abuelos y la madre fungen como tutores responsables de su cuidado, atención y alimentación. La arqueología ha puesto al descubierto la elaboración de juguetes lúdicos que empleaban para el aprendizaje de los niños; los juguetes eran acorde a la sexualidad, muñecas, malacates, trompos, cazuelas para comida, entre otros.
Cada pueblo mesoamericano educaba a sus niños y jóvenes acorde a sus normas; en el pueblo mexica, los niños y jóvenes estudiaban en el calmecac o tepochcalli según la condición social del educando; los hijos de la nobleza recibía educación artística y filosófica por sacerdotes y los educandos del pueblo eran adistrados para la guerra y las habilidades técnicas. Las niñas recibían la educación de la madre y la abuela.
Los niños indígenas en la actualidad prefieren hablar castellano porque sus compañeros se burlan de ellos, les dicen indios o nacos, erróneamente algunos niños en las escuelas urbanas son integrados a grupos de educación especial o de lento aprendizaje por la dificultad del dominio del idioma español.
En las comunidades rurales se construyen escuelas de educación bilingüe, el material es entregado gratuitamente por la Secretaría de Educación Pública, en algunos casos se construyen internados para niñas o niños donde el objetivo es que no recorran largas distancias de su casa y la escuela.
También existen albergues escolares principalmente en los estados de Oaxaca, Chiapas, Guerrero y parte de Chihuahua, los cuales están bajo el mando de la Comisión para el Desarrollo de los pueblos Indígenas. existen las escuelas rurales de CONAFE, en la que jóvenes que por falta de recursos no pueden continuar con su educación profesional prestan servicio para dar clases en las comunidades indígenas de difícil acceso en las áreas de preescolar y primaria, en ocasiones tienen que caminar por horas para llegar a dichas comunidades. para posteriormente obtener un apoyo o beca para continuar con sus estudios profesionales.
La primera universidad indígena en México, se construyó en Los Mochis, Sinaloa; recibe el nombre de la Universidad Autónoma Indígena de México.

## Arte y cultura

Muñecas tejidas a mano de artesanos Otomís.

Las artes plásticas se mantienen presentes hasta nuestros días, los pueblos nativos conservan de generación en generación la patente de sus artesanías. Programas de FONART o Arte Sano buscan habilitar los talleres de los artesanos mexicanos.

### Danza

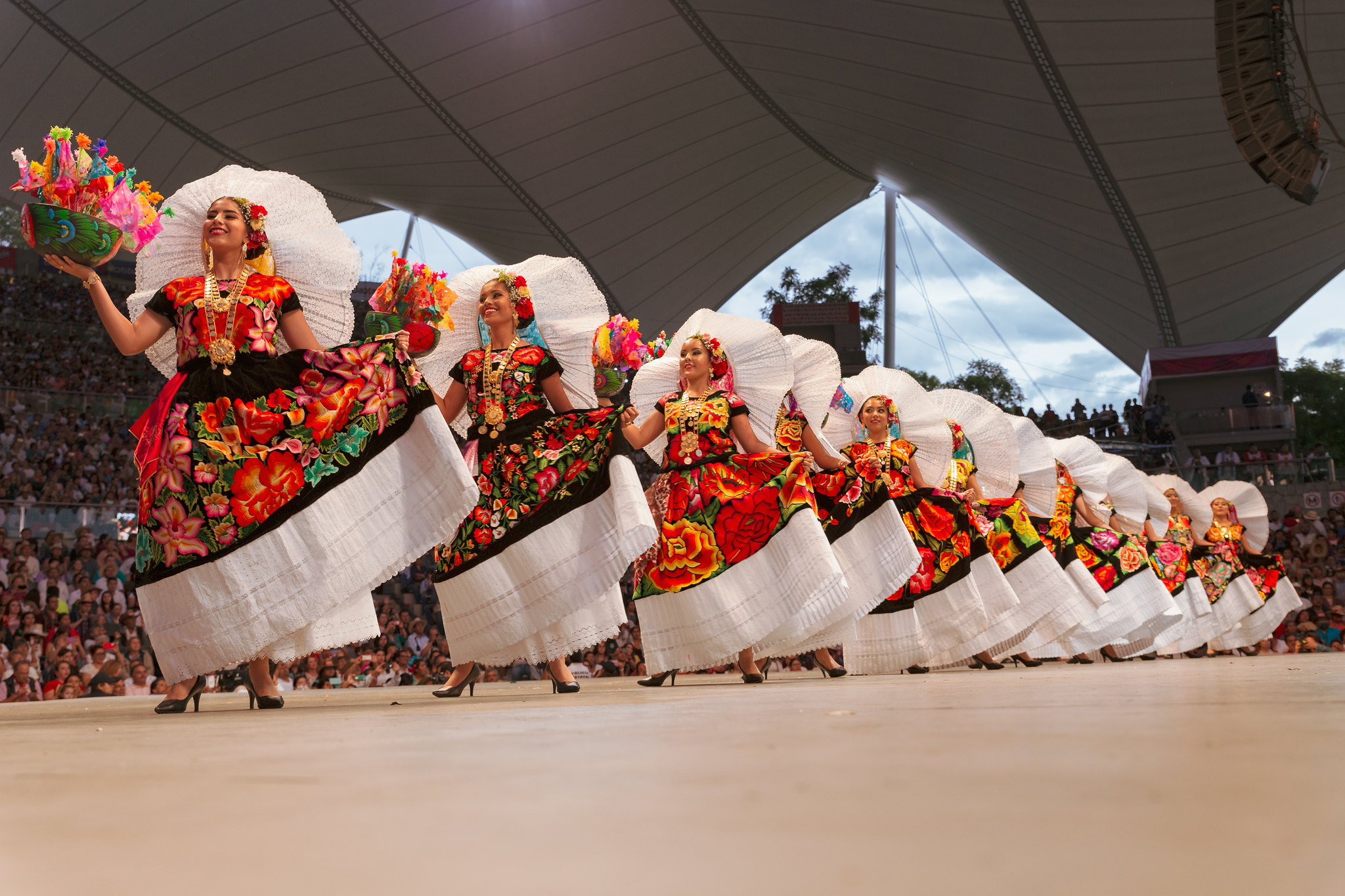
Mujeres bailando en traje tehuana, (traje de la etnia zapoteca que habitan en el Istmo de Tehuantepec), en la Guelaguetza en Oaxaca.

A pesar de lo que se pueda decir sobre los antecedentes indígenas de la Guelaguetza, la festividad, tal como se conoce en la actualidad, es producto del mestizaje entre la cultura indígena y la de los españoles, que llegaron a México en el siglo XVI.
La tradición de Guelaguetza define al pueblo Oaxaqueño, desde tiempos históricos hasta hoy. La palabra misma significa "intercambio recíproco de regalos y servicios" y se refiere a las relaciones recíprocas que une a la gente. Estas relaciones sirven para crear una red de cooperación entre familias individuales y hasta entre pueblos y municipios.
Según el Archivo Estatal de Oaxaca la celebración fue inventada con motivo del centenario del natalicio de Benito Juárez, con el tiempo la organización de la festividad ha dado lugar a críticas por corrupción, discriminación y tráfico de influencias, dado que según la Secretaría de Turismo durante los día que se presenta la Guelaguetza ocurre la mayor derrama económica por turismo en Oaxaca.
La Danza del Venado es una danza ritual celebrada por los pueblos indígenas yaquis y mayos de los estados mexicanos de Sinaloa y Sonora. Ambos grupos se encuentran emparentados entre sí, y hablan lo que parecen ser variantes de la misma lengua cahita. Esta danza es una dramatización de la cacería del venado, héroe cultural de estos pueblos, por parte de los paskooolas (cazadores). Soy  Xaan

### Medios audiovisuales
Los medios audiovisuales ofrecen una amplia muestra de las manifestaciones artísticas de los Pueblos indígenas de México, tales como mitos y leyendas, canto y poesía. La base de datos Lingmex, bibliografía lingüística de México desde 1970 en cada una de sus actualizaciones busca recopilar muestras de estos materiales.

## Salud
El enfoque crítico de la interculturalidad en salud indígena señala el aspecto simbólico de los terapéuticos indígenas, se tiene que estudiar para evaluar las condiciones existentes y crear conexión con los servicios de salud nacionales. Este discurso hegemónico se extiende a anular el contexto sociocultural en el que se expresan, tales como el proceso de empobrecimiento; la educación, la familia, la cultura, las tradiciones, el despojo del territorio, la discriminación racista y el poco acceso a bienes y servicios. La salud como bien público forma parte de los derechos individuales y colectivos de la población indígena, como el derecho a la salud, la educación, la cultura, la identidad, el idioma y el empleo.

### Medicina tradicional
El  nacimiento  de  la  medicina  tradicional  mexicana  llega después del mestizaje tras la visión del mundo indígena que dejaba determinar la causalidad natural o divina de una enfermedad, así como para decidir las prácticas terapéuticas y los recursos curativas a seguir; los colonizadores veían a este tipo de concepción  como  un  obstáculo  para  la  evangelización  y  que  las concepciones mágicas eran una preocupación principal para los frailes evangelizadores. En México tenemos más de 60 pueblos indígenas que representan un 10% aproximado de la población total, es por eso que nos reconocemos como un país multiétnico y pluricultural, en el cual la medicina tradicional es un fenómeno de la cultura nacional que tiene características propias.
A través del conocimiento y del estudio de estos temas se permiten establecer complicidades entre los trabajadores, las personas a atender y los servicios de salud. Igualmente, se pueden vincular las disciplinas convencionales con las tradicionales, las cuales son muy importantes para ofrecer un mejor servicio a los pacientes; ejemplo de esto es la Sociedad Cooperativa Tosepan Titanisk, la cual, en 1993, formó un grupo de promotores comunitarios cuya tarea fue brindar asistencia técnica a los productores de la región, se buscaba la mejora de las condiciones de vida, la diversificación de cultivos y mejorar la productividad del cultivo del café.
Los programas de atención de salud que toman en cuenta la búsqueda de la interacción con la medicina tradicional son más congruentes al relacionarlas con la realidad sociocultural de las comunidades en México; las consecuencias de ello son una aceptación de políticas y estrategias para mejorar las condiciones de salud de la población, asimismo, forma un enfoque diferente que recupera su identidad cultural para la medicina nacional.

### Interculturalidad
La diversidad cultural en el marco de un sistema de atención a la salud complementario e intercultural es importante para que las instituciones realicen acciones de prevención y promoción de la salud para incrementar la calidad de vida de la población. La integración de la perspectiva de la equidad étnica en la formulación de las políticas sanitarias, los programas de cooperación técnica, y las políticas de organización son necesarias para contribuir a la reducción de las inequidades de salud debidas al género, la etnicidad, y los factores raciales. La incidencia en las instituciones de salud y en las políticas públicas para que promuevan políticas de acceso a los servicios y a la cobertura de salud es elemental para evitar caer en los riesgos expuestos, efectuar la salud como bien común y brindar atención de calidad a través de la comunidad indígena y de los servicios e instituciones que brindan la garantía de la salud a la población.

## Como eran sus creencias religiosas

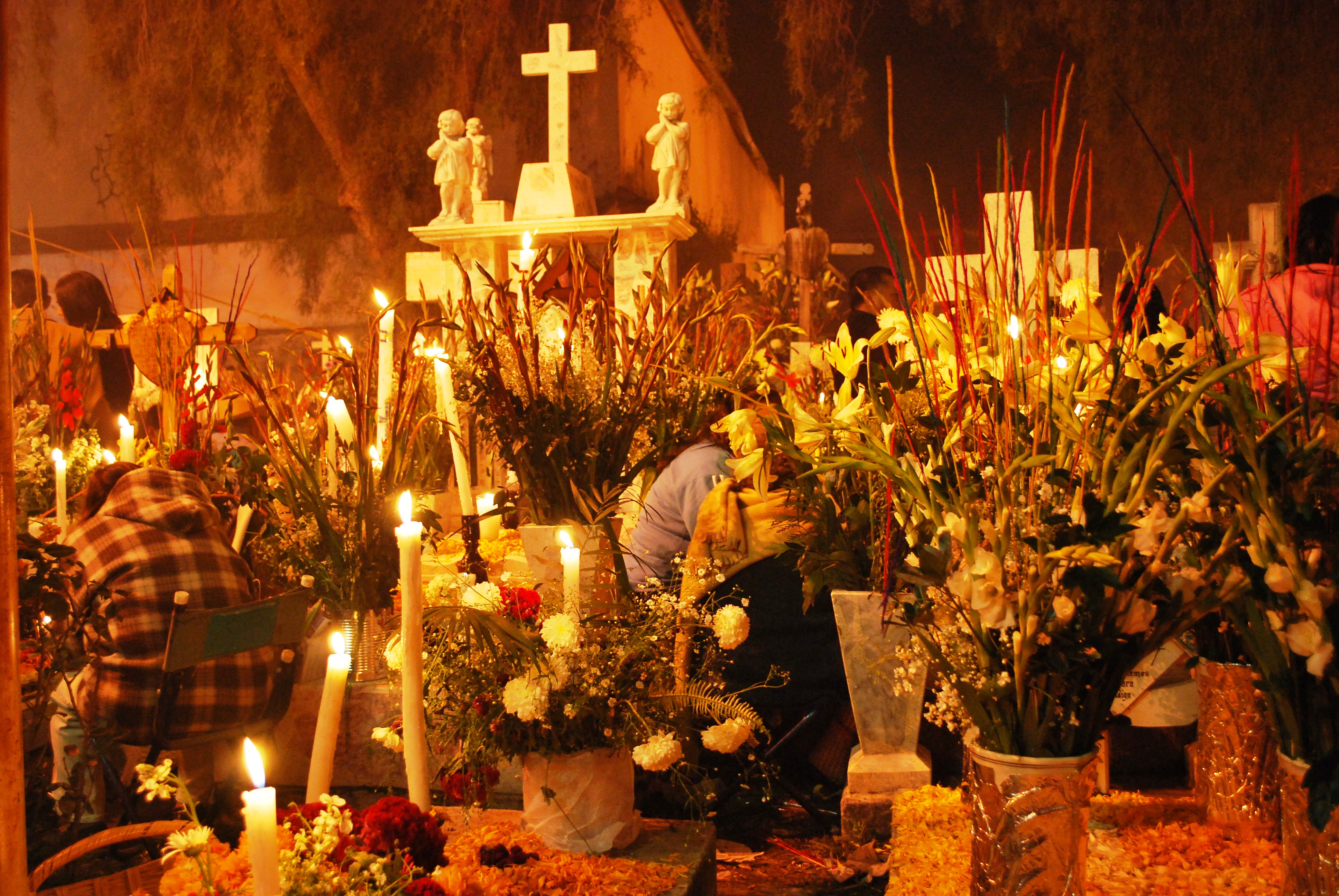
Día de Muertos es una celebración compartida en casi todos los pueblos indígenas de México.

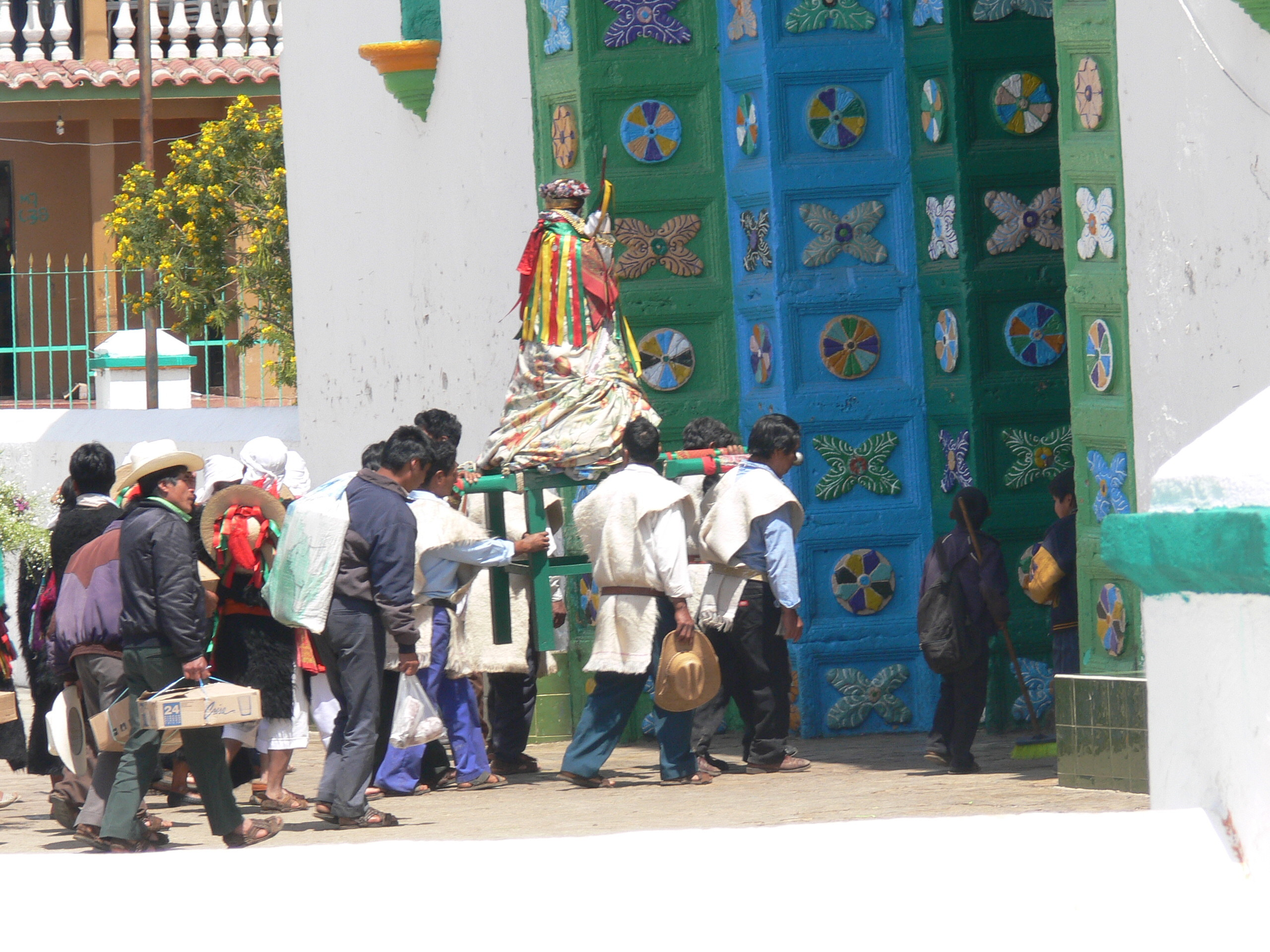
Una procesión en el templo de San Juan Chamula, Chiapas.

Las antiguas civilizaciones mesoamericanas tenían una visualización del mundo que les rodea ajena a los pueblos proto-cristianos, la filosofía y la ciencia iban de la mano, grandes pensadores del mundo precolombino influían en la cotidianeidad de los ciudadanos prehispánicos, la observación del universo y los ciclos rotatorios del planeta eran medidos y asimilados para la agricultura, la fertilidad de la mujer y las fiestas más importantes a lo largo de un año.
A la llegada de los españoles comienza una etapa de cambios sociales y filosóficos en la vida de un indígena, la cristianización de los pueblos indígenas fue un proceso duro y prolongado para a la aceptación de la fe de colonizadores; la doctora Norma Blazquez nos dice que la sabiduría de los indígenas fue entendida por la Iglesia Católica de Roma como actos de satanísmo y brujería, muchas de las víctimas del santo oficio en su mayoría eran mujeres, no se toleraba el conocimiento de las plantas y sus efectos en el cuerpo humano, la invocación de espíritus y todo tipo de ritual hacia la naturaleza o a los fenómenos naturales. La representación de Quetzalcoatl fue asociada al imagen del Diablo y la serpiente que relata el libro del génesis y por ende, el culto a este dios mesoamericano fue penalizado, así también la adoración y culto a otro tipo de deidades ajenas al Dios Yahvé.
En ciertas regiones, la profesión de un credo diferente del católico es vista como una amenaza para la unidad comunitaria. Se argumenta que la religión católica forma parte de la identidad étnica, y que los protestantes no están dispuestos a participar de los usos y costumbres tradicionales (el tequio o trabajo comunitario, la participación en las fiestas patronales y cuestiones similares). La negativa de los protestantes se debe a que sus creencias religiosas no les permiten participar en el culto a las imágenes. En los casos extremos, la tensión entre católicos y protestantes ha dado lugar a la expulsión de los protestantes en varios pueblos. Los casos más conocidos son los de San Juan Chamula  en Chiapas, y San Nicolás, en Ixmiquilpan Hidalgo.

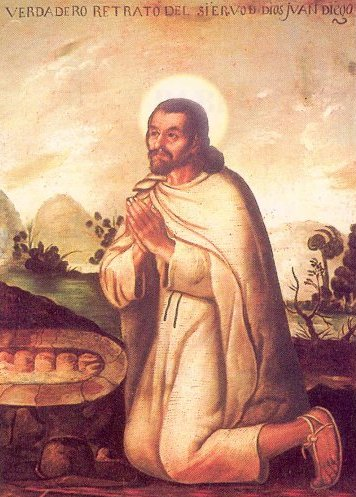
Juan Diego Cuauhtlatoatzin, se convirtió en el primer santo cristiano de origen indígena.

Un argumento similar fue presentado por un comité de antropólogos para solicitar al gobierno de la República la expulsión del Instituto Lingüístico de Verano (ILV), en el año 1979, al cual se acusó de promover la división de los pueblos indígenas al traducir la Biblia a los idiomas vernáculos y evangelizar en un credo protestante que amenazaba la integridad de las culturas populares. El gobierno mexicano prestó atención al llamamiento de los antropólogos y canceló el convenio que tenía celebrado con el ILV. Los conflictos también se han dado en otros ámbitos de la vida social. Por ejemplo, dado que los Testigos de Jehová tienen prohibida la rendición de honores a los símbolos patrios (algo que en las escuelas públicas de México se realiza cada lunes), los niños que han sido educados en esa religión eran expulsados de las escuelas públicas. Este tipo de problemas solo se resuelven con la intervención de la Comisión Nacional de Derechos Humanos, y no siempre con resultados favorables para los niños.
Más allá de las iglesias y denominaciones religiosas, persiste en México un fenómeno que algunos antropólogos y sociólogos llaman Religión Popular, esto es, la religión tal y como la práctica y entiende el pueblo. En México, el componente principal es la religión católica, a la que se han adherido elementos de otras creencias, ya de origen prehispánico, africano o asiático. En general, la religiosidad popular es vista con malos ojos por las religiones estructuradas. Otros ejemplos son las representaciones de la Pasión de Cristo y la celebración del Día de Muertos, que se realizan en el marco del imaginario cristiano católico, pero bajo una reinterpretación muy particular de sus protagonistas.
A raíz de la actividad del musulmán español Aureliano Pérez Yruela (conocido como el emir Nafia), miembro de la Comunidad Islámica de México, se produjo el fenómeno religioso de los indígenas musulmanes de Chiapas. Pérez Yruela fue expulsado de México en 1998. Previamente, es en 1995 cuando decenas de familias protestantes, expulsadas violentamente de San Juan Chamula e instaladas en las afueras de San Cristóbal de las Casas, crearon una colonia denominada Nueva Esperanza, como símbolo de la disputa con el tradicional indigenismo católico. Hoy, entre 300 tsotsiles, después de haber sido católicos y protestantes adoptaron la fe musulmana.

## Pueblos Indígenas existentes en México
|    | Grupo                                                 | Nombre nativo       | Población étnica | Territorio étnico                                                          |
| 1  | Nahua                                                 | Náhuatl             | 2 445 969        | Estado de México, Puebla, Hidalgo, Centro de México                        |
| 2  | Maya                                                  | Maya                | 1 475 575        | Yucatán, Península de Yucatán                                              |
| 3  | Zapoteco                                              | Binizáa             | 777 253          | Oaxaca, Valles, Sierra e Istmo                                             |
| 4  | Mixteco                                               | Ñuu sávi            | 726 601          | Oaxaca, Región Mixteca                                                     |
| 5  | Otomí                                                 | Hñähñü              | 646 875          | Hidalgo, Querértaro, Puebla, Tlaxcala, Centro de México                    |
| 6  | Totonaca                                              | Tachihuiin          | 411 266          | Sierra Madre Oriental                                                      |
| 7  | Tsotsil                                               | Batsil winik        | 406 962          | Chiapas                                                                    |
| 8  | Tseltal                                               | Winik atel          | 384 074          | Chiapas                                                                    |
| 9  | Mazahua                                               | Jñatrjo             | 326,660          | Estado de México, Valle de Toluca                                          |
| 10 | Mazateco                                              | Ha shuta enima      | 305 836          | Oaxaca, Región de Tuxtepec                                                 |
| 12 | Huasteco                                              | Tének               | 226 447          | San Luis Potosí, Hidalgo, Puebla, Veracruz, Región Huasteca                |
| 13 | Ch'ol                                                 | Ch'ol               | 220 978          | Chiapas                                                                    |
| 14 | Purépecha                                             | P'urhépecha         | 202 884          | Michoacán, Meseta Tarasca                                                  |
| 15 | Chinanteco                                            | Tsa ju jmí’         | 201 201          | Oaxaca, Región de Tuxtepec                                                 |
| 16 | Mixe                                                  | Ayüük               | 168 935          | Oaxaca, Sierra de Juárez                                                   |
| 17 | Tlapaneca                                             | Me'phaa             | 140 254          | Guerrero, Montaña Guerrerense                                              |
| 18 | Tarahumara                                            | Rarámuri            | 121 835          | Chihuahua, Sierra Tarahumara,                                              |
| 19 | Mayo                                                  | Yoreme              | 91 261           | Sonora, Sinaloa, Valles del Mayo y del Fuerte                              |
| 20 | Zoque                                                 | O' de püt           | 86 589           | Oaxaca, Istmo de Tehuantepec                                               |
| 21 | Chontal de Tabasco                                    | Yokot               | 79 438           | Tabasco, Chontalpa                                                         |
| 22 | Popoluca                                              | Tuncápxe            | 62 306           | Puebla, Istmo de Tehuantepec                                               |
| 23 | Chatino                                               | Kitsé cha’tnio      | 60 003           | Oaxaca, Costa                                                              |
| 24 | Amuzgo                                                | Nn´anncue           | 57 666           | Guerrero, Montaña Guerrerense                                              |
| 25 | Tojolabal                                             | Tojolabal           | 54 505           | Chiapas                                                                    |
| 26 | Huichol                                               | Wixárika            | 43 929           | Nayarit, Norte de Jalisco, Zacatecas, Durango                              |
| 27 | Tepehuano                                             | O'dami              | 37 548           | Durango                                                                    |
| 28 | Triqui                                                | Guii xihanjhan      | 29 018           | Oaxaca Noroeste                                                            |
| 29 | Popoloca                                              | Ngigua              | 26 249           | Puebla                                                                     |
| 30 | Cora                                                  | Náayerite (Nayeeri) | 24 390           | Nayarit noroeste                                                           |
| 31 | Mam                                                   | Winaq qo'           | 23 812           | Chiapas                                                                    |
| 32 | Yaqui                                                 | Yoeme               | 23 411           | Sonora, Valle del Yaqui                                                    |
| 33 | Cuicateco                                             | Cuicateco           | 22 984           | Oaxaca, Cuicatlán                                                          |
| 34 | Huave                                                 | Ikoots              | 20 528           | Oaxaca, Istmo de Tehuantepec                                               |
| 35 | Tepehua                                               | Hamasipini          | 16 051           | Hidalgo, Puebla, Veracruz                                                  |
| 36 | Q'anjob'al                                            | Q'anjob'al          | 12 974           | Chiapas                                                                    |
| 37 | Chontal de Oaxaca                                     | Slijuala sihanuk    | 12 663           | Oaxaca                                                                     |
| 38 | Pame                                                  | Xi'ui               | 12 572           | San Luis Potosí                                                            |
| 39 | Sayulteco                                             | Tɨkmaya'            | 4765             | Veracruz, Sayula de Alemán                                                 |
| 40 | Akateko                                               | Kuti'               | 3202             | Chiapas                                                                    |
| 41 | Chichimeca-Jonaz                                      | Ézar                | 3169             | Querétaro                                                                  |
| 42 | Matlatzinca                                           | Bot'uná             | 3005             | Estado de México                                                           |
| 43 | Guarijío                                              | Warihó / Makurawe   | 2844             | Sonora, Chihuahua                                                          |
| 44 | Chuj                                                  | Koti'               | 2719             | Chiapas                                                                    |
| 45 | Chocholteco                                           | Ngiwa               | 2592             | Oaxaca, Mixteca Alta                                                       |
| 46 | Tacuate                                               |                     | 2379             | Oaxaca                                                                     |
| 47 | Q'eqchi'                                              | Q'eqchi'            | 2138             | Chiapas, Campeche                                                          |
| 48 | Tlahuica                                              | Pjiejakjo           | 1759             | Morelos                                                                    |
| 49 | Pima                                                  | O'ob                | 1540             | Sonora, Yécora, Chihuahua                                                  |
| 50 | Jakalteko                                             | Popti'              | 1478             | Chiapas                                                                    |
| 51 | Seri                                                  | Comca'ac            | 1263             | Sonora, Hermosillo                                                         |
| 52 | Lacandón                                              | Jach winik          | 1166             | Chiapas, Selva Lacandona                                                   |
| 53 | Ixcateco                                              | Xjuani              | 816              | Oaxaca, Ixcatlán                                                           |
| 54 | Mocho'                                                | Mocho'              | 692              | Chiapas, Motozintla                                                        |
| 55 | Quiché                                                | K'iche'             | 524              | Chiapas                                                                    |
| 56 | Kaqchikel                                             | Kakchikel           | 675              | Chiapas                                                                    |
| 57 | Mexicanera                                            | mexikan             | 540              | Nayarit; Zacatecas, San Pedro Jícoras; Durango,San Francisco del Mezquital |
| 58 | Paipai                                                | Pa ipai             | 418              | Baja California                                                            |
| 59 | Texistepequeño                                        | Wää 'oot            | 368              | Veracruz, Texistepec                                                       |
| 60 | Pápago                                                | Tohono o'odam       | 363              | Sonora, Desierto de Sonora                                                 |
| 61 | Cucapá                                                | Xawiƚƚ Kwñchawaay   | 344              | Baja California, Valle de Mexicali, y San Luis Río Colorado, Sonora        |
| 62 | Ixil                                                  | Ixil                | 335              | Campeche                                                                   |
| 63 | Kumiai                                                | Ti'pai              | 328              | Baja California                                                            |
| 64 | Teko                                                  | B'a'aj              | 303              | Chiapas                                                                    |
| 65 | Kikapú                                                | Kikapooa            | 251              | Coahuila                                                                   |
| 66 | Cochimí                                               | Comom’ti-pa         | 226              | Baja California, Ensenada                                                  |
| 67 | Apache                                                | N'dee/N'nee/Ndé     | 110              | Chihuahua, Coahuila, Sonora                                                |
| 68 | Kiliwa                                                | Ko'lew              | 107              | Baja California                                                            |
| 69 | Oluteco                                               | Yaakaw+             | 78               | Veracruz, Oluta                                                            |
| 70 | Ayapaneco                                             | Numte oote          | 71               | Tabasco, Ayapa                                                             |
| 71 | Awakateko                                             | Qatanum             | 59               | Campeche                                                                   |
| 72 | Coca                                                  | Coca                | 26               | Jalisco, Mezcala, Poncitlán                                                |
| 73 | Ópata                                                 | Ópata               | 5 (2005)         | Sonora                                                                     |
| 74 | Ku'ahl                                                | Jatkbjol            |                  | Baja California, Ensenada                                                  |
| 75 | Otros pueblos1                                        |                     | 728              |                                                                            |
| 76 | No especificado                                       |                     | 202 597          |                                                                            |
|    | 1 Incluye ópata, solteco y Idioma papabuco (papabuco) |                     |                  |                                                                            |

### Libros célebres sobre los nativos actuales
- La Familia Otomí-Pame del México Central, Jacques Soustelle.
- Las Enseñanzas de Don Juan, Carlos Castaneda.
- Los Indios de México, Fernando Benítez.
- Viaje al País de los Tarahumaras, Antonin Artaud.
- Los Zapotecas: Binni Záa, Macario Matus.
- Nayar, Miguel Ángel Menéndez